# Delta-Tokoferol
δ-Tokoferol je jedno od hemijskih jedinjenja koja se smatraju vitaminom E. On je prehrambeni aditiv. Njegov E broj je E309.